# Achelousaurus
Achelousaurus ("Acheloův ještěr") byl středně velký rohatý dinosaurus z kladu Pachyrhinosaurini.

## Popis
Tento ceratopsid byl asi 6 metrů dlouhý a 3000 kilogramů vážící býložravý ceratopsidní dinosaurus. Žil zhruba před 74 milióny let, v období pozdní svrchní křídy. Jeho fosilie, tři lebky a nekompletní pozůstatek zbytku kostry, byly nalezeny v americké Montaně (souvrství Two Medicine).
Achelousaurus stavbou těla připomínal jiné vývojově vyspělé rohaté dinosaury. Měl silný zobák, vystupující lícní kosti, kostěný límec odlehčený dvěma otvory, masivní trup a zkrácený ocas. Z kostěného límce mu vyrůstaly dva dlouhé rohy. Na rozdíl od většiny zástupců Centrosaurinae, neměl dlouhý kostěný nosový roh. Podobně jako rod Pachyrhinosaurus, měl namísto nosového rohu jen kostěný hrbol, v porovnaní s pachyrhinosaurem ale trochu menší. Kostěné hrboly měl i na místě, kde měli jiní zástupci podčeledi centrosaurinae malé nadočnicové rohy.

## Paleoekologie
Obvykle se předpokládá, že kostěné hrboly používali achelousauři při vzájemných soubojích, když se přetlačovali hlavami. Je však možné, že podobně jako u dnešních nosorožců, tvořily jen kostěný základ dlouhého rohu tvořeného rohovinou.

## Zařazení
Achelousaurus představuje jakýsi vývojový mezistupeň mezi primitivnějšími formami (Einiosaurus) a vyspělejšími formami (Pachyrhinosaurus). Zda byl Achelousaurus doopravdy přímým potomkem einiosaura a přímým předkem pachyrinosaura se však nedá říct s úplnou jistotou.
Přímým evolučním předkem achelousaura může být druh Stellasaurus ancellae, objevený v sedimentech souvrství Two Medicine na území Montany.